# Pfaffenhofen an der Glonn
Pfaffenhofen an der Glonn, Pfaffenhofen a.d.Glonn – miejscowość i gmina w Niemczech, w kraju związkowym Bawaria, w rejencji Górna Bawaria, w regionie Monachium, w powiecie Dachau, do 31 grudnia 2016 wchodziła w skład wspólnoty administracyjnej Odelzhausen. Leży około 22 km na północny zachód od Dachau, nad rzeką Glonn.

## Dzielnice

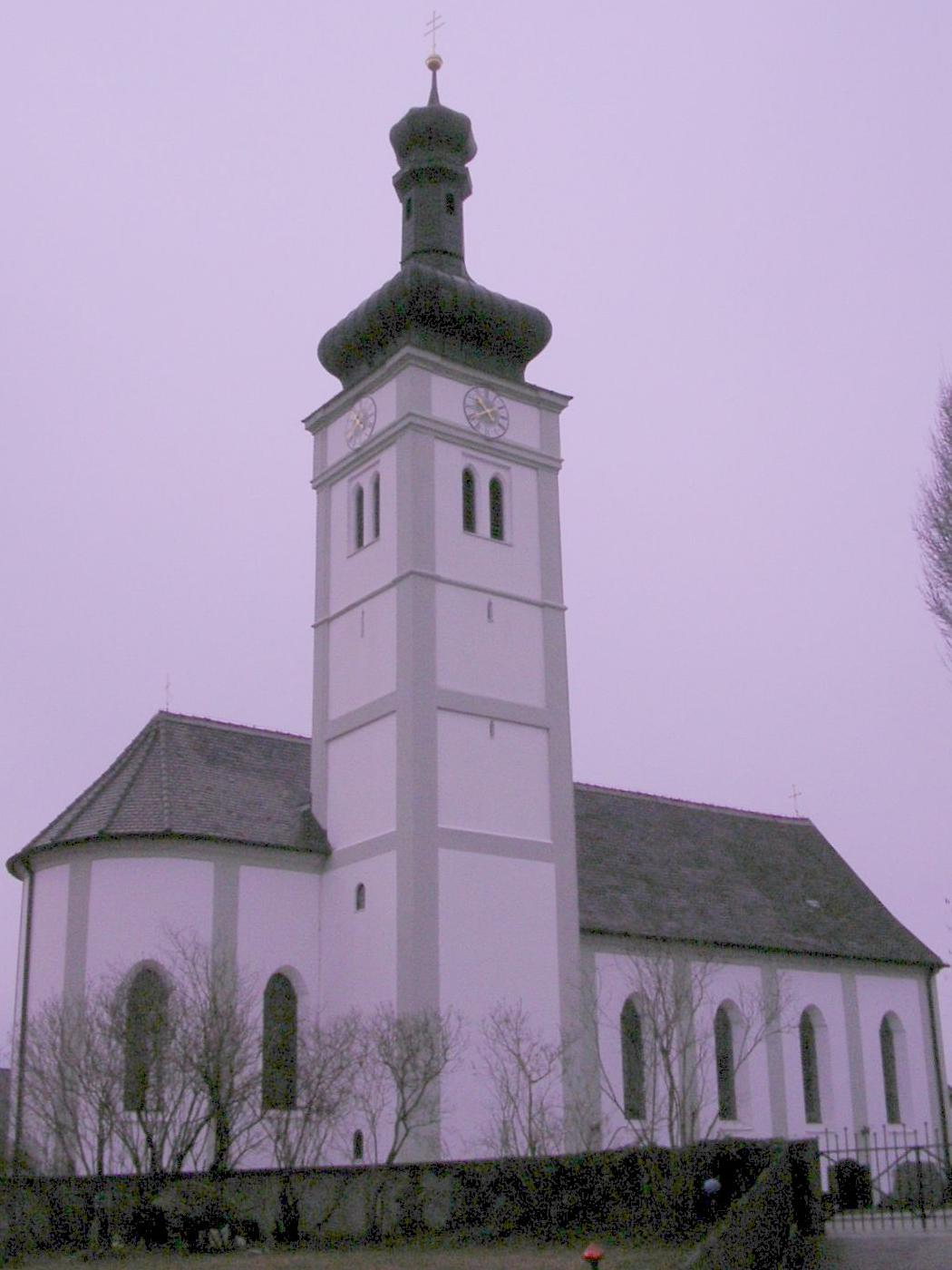
Kościół pw. św. Marcina (St. Michael)

- Pfaffenhofen an der Glonn
- Bayerzell
- Ebersried
- Egenburg
- Kaltenbach
- Miesberg
- Oberumbach
- Stockach
- Unterumbach
- Wagenhofen
- Weitenried

## Demografia
Dane o ludności z 31 grudnia 2008:
| Opis                                | Ogółem | Ogółem | Kobiety | Kobiety | Mężczyźni | Mężczyźni |
| ----------------------------------- | ------ | ------ | ------- | ------- | --------- | --------- |
| Jednostka                           | osób   | %      | osób    | %       | osób      | %         |
| Populacja                           | 1794   | 100    | 866     | 48,27   | 928       | 51,73     |
| Wiek przedprodukcyjny (0–17 lat)    | 336    | 18,73  | 163     | 9,09    | 173       | 9,64      |
| Wiek produkcyjny (18–65 lat)        | 1178   | 65,66  | 561     | 31,27   | 617       | 34,39     |
| Wiek poprodukcyjny (powyżej 65 lat) | 280    | 15,61  | 142     | 7,92    | 138       | 7,69      |

## Polityka
Wójtem gminy jest Helmut Zech, rada gminy składa się z osób.
|      | CSU/FW | Allgemeine Wählergruppe | Razem |
| 2008 | 6      | 6                       | 12    |
| 2002 | 7      | 5                       | 12    |